# Maria Alexandrescu Vianu
Maria Alexandrescu Vianu (n. 16 septembrie 1940, București, România) este un istoric al artei antice și arheolog român. Este expert acreditat al Ministerului Culturii pentru arheologie - sculptură greacă și romană.

## Biografie
Maria Alexandrescu Vianu s-a născut ca fiică a lui Tudor Vianu (1897-1964), estetician, critic și istoric literar, filosof și traducător, profesor la Universitatea din București, și a Elenei Vianu (1911-1965), istoric al literaturii franceze și traducător, conferențiar la Catedra de Franceză a Universității din București. În 1960 s-a căsătorit cu Petre Alexandrescu (1930-2009), arheolog, directorul Institutului de Arheologie „Vasile Pârvan” (1990-1999). Au avut împreună un fiu, pe Vlad Alexandrescu.
A urmat Liceul „I.L. Caragiale” din București, apoi, între anii 1958 și 1963, Facultatea de Istorie a Universității din București, specialitatea Istorie antică și arheologie. După absolvirea Facultății, a lucrat, ca muzeograf, la Muzeul Național de Artă al României Arhivat în 27 octombrie 2005, la Wayback Machine., apoi, de la întemeiere, în 1965, ca cercetător, la Institutul de Studii Sud-Est Europene. Din 1987 lucrează ca cercetător științific principal în Sectorul de Arheologie greco-romană și epigrafie al Institutului de Arheologie „Vasile Pârvan” al Academiei Române. Activează și ca profesor asociat la UNArte (2001 – 2004) și Universitatea „Ovidius” din Constanța (2005 – 2008). Este membru onorific al Institutului de Studii Sud Est Europene.
În anul 1983, a obținut titlul științific de Doctor în istorie, cu teza "Stelele funerare din Moesia Inferior", sub conducerea științifică a prof. dr. acad. Dionisie M. Pippidi.
A susținut conferințe la universitățile din Zürich, Basel, Geneva, Lausanne, Berna, Athena (Ecole Française d'Athènes), Athena, Paris-Sorbona, Berlin (Deutsches Archäologisches Institut), Kiel, Roma (Accademia di Romania), Sofia. A fost cadru didactic asociat al Universității „Ovidius din Constanța (2005-2008) și al Universității Naționale de Arte din București (2001-2004). Este conducător de doctorat, specialitatea istorie, în cadrul Academiei Române și membru al Societății Române de Studii Clasice.
Incepând din 2015, se dedică și picturii sub numele de Maria Vianu. Are 5 expoziții personale și una de grup în Franța. 

## Activitate științifică
Istoric al artei grecești din bazinul Mării Negre, al artei provinciale romane de la Dunărea de Jos și din Balcani, istoric al religiilor grecești și romane din bazinul Mării Negre. A susținut conferințe având ca teme istoria artei și religiei greco-romane la universități de prestigiu din Zürich, Basel, Geneva, Lausanne, Berna, Atena, Paris-Sorbona, Berlin, Kiel, Accademia di Romania din Roma, Sofia. A publicat articole și studii de specialitate în publicații precum „Pontica”, „Dacia”, „Studii Clasice”, „Cercetări de istorie și civilizație sud-est europeană”, „SCIVA”, „Dialogues d’histoire ancienne”, „Revue des études sud-est européennes”, „Archäologischer Anzeiger”, „Bulletin de Correspondance Héllenique”, „Jahrbuch des Deutschen Archäologischen Instituts”. 

## Lucrări

### Volume
- Die Steinskulptur von Histria, in Petre Alexandrescu u. Wolfgang Schuller (Hrsg.): Histria. Eine Griechenstadt an der rumänischen Schwarzmeerküste (Konstanz, 1990), p. 179-233;
- Histria IX : Les statues et les reliefs en pierre (București-Paris, 2001);
- Histria VII: La zone sacrée d'époque grecque (fouilles 1915-1989), (Petre Alexandrescu )  (București, Paris, 2005), Les statuettes et les reliefs en terre cuite in Petre Alexandrescu, Histria VII : La zone sacrée d'époque grecque (fouilles 1915-1989), p. 486-513.
- Une cité antique à travers ses sculptures. La sculpture en pierre à Tomis à l^époque du Principat (Ier-IIIe siècles). BIESEE vol. 22,  2022. (volum premiat cu premiul Zappas al Association des Etudes Grecques, Paris 2024).

### Studii și articole
- Un sarcophage mithriaque au Musée d’histoire de Galatzi, Revue des études sud-est européennes, 5, 1967, 1-2, p. 229-233.
- Les sarcophages romains de la Dobroudja, Revue des études sud-est européennes, 8, 1970, 2, p. 269-318.
- Un portret roman din nordul Dobrogei, Pontica 3, 1970, p. 379-382.
- Contribution à une classification des stèles funéraires de la Mésie Inférieure, Dacia, 17, 1973, p. 217-241.
- Les stèles funéraires de la Macédoine romaine, Dacia, 19, 1975, p. 183-200.
- Cu privire la stelele funerare din Dacia Inferior, SCIV, 3, 1977, p. 375- 389.
- Le banquet funéraire sur les stèles de la Mésie Inférieure, schémas et modèles, Dacia, 21, 1977, p. 139-167.
- Le relief de la stèle du „Captor Decebali”, Revue des études sud-est européennes, XIII, 1975, p. 595-598.
- Sur la chronologie de la stèle de Quintus Philippicus, in Epigraphica, Travaux dédiés au VII-e Congrès d’épigraphie grecque et latine, București, 1977, p. 65-68; = Arheologija, Sofia, 1, 1979, p. 37-42.
- Le programme iconographique du Monument d’Adamclissi, Dacia, 23, 1979, p. 123-129.
- Sur la diffusion du culte de Cybèle dans le Bassin de la Mer Noire à l’époque archaïque, Dacia, 24, 1980, p. 261-265.
- Eroizarea tracă, SCIVA, 3, 1980, p. 355-363.
- Remarques sur l’héroïsation thrace, Dialogues d’histoire ancienne, Besançon, 6, 1980, p. 101-113.
- Conceptul de “arta militara”, SCIVA, 33,  2, 1982, p. 209-216.
- Pentru o sociologie a artei de la Tomis, Tomis, august, nr. 8 (258), anul XXVI.
- Les stèles funéraires de la Mésie Infèrieure, Dacia, 29, 1985, p. 57-79.
- Les reliefs à stratèges de Messambria, Studii Clasice, 24, 1986, p. 99-107.
- Monumente timpurii romane la Dunărea de Jos, in Cercetări de istorie și civilizație sud-est europeană, vol. III, 1986, București, 1987, p. 8-15.
- Portrete romane în colecții românești (I), Studii Clasice, 25, 1988, p. 35-43.
- Portrete romane în colecții românești (II), Studii Clasice, 26, 1989, p. 81-85.
- O posibila nouă genealogie a familiei lui Hippolochos de la Histria, SCIVA, 3, 1988, p. 275-280.
- La sculpture en pierre à Istros (I), Revue des Etudes Sud-Est Européennes, 25, 1, 1987, p. 51-60.
- La sculpture en pierre à Istros (II), Revue des Etudes Sud-Est Européennes, 25, 2, 1987, p. 135-149.
- La sculpture en pierre à Istros (III), Revue des Etudes Sud-Est Européennes, 25, 3, 1987, p. 225-237.
- Notes de prosopographie histrienne : la famille d’Hippolochos, fils de Théodotos,in Mélanges P. Lévêque, Bordeaux, vol. 1987, p. 1-5.
- Un portrait romain au Bas Danube, in Festschrift N. Himmelmann, 1990, p. 467-471.
- Nouveaux documents concernant le culte de Cybèle à Istros, Dacia, 1990, p. 219-222.
- Pour une nouvelle datation de la statue drapée de Tomis, Archäologischer Anzeiger, 3, 1992, p. 453-467.
- M. Sutzu, colectionar, SCIVA, 2, 1992, p. 127-138.
- Trois statuettes syro-phéniciennes archaïques à Histria, Il Mar Nero, 1, 1994, p. 137-144.
- Cronologia și tipologia teracotelor arhaice descoperite la Histria, Pontica, 33-34, 2000-2001, p. 199-210.
- Un portrait romain de Herennia Etruscilla, Dacia, 37, 1993, p. 279-285.
- Tropaeum Traiani. L’ensemble commémoratif d’Adamclissi, Il Mar Nero, 2, 1995-1996, p.145-188.
- Portraits romains dans les collections de Bucarest, Jahrbuch des Deutschen Archäologischen Instituts, 110, 1995, p. 277-365.
- Le culte d’Aphrodite orientale dans le bassin de la Mer Noire à l’époque grecque, Bulletin de Correspondance Héllenique, 1, 1997, p. 15-32.
- Une alternative à l’identification de la statue colossale d’Istros, in Civilisations  grecques et culture périphériques, Hommage à Petre Alexandrescu à son 70e anniversaire, București, 2000, p. 274-282.
- Présences nord-syriennes et chypriotes en Mer Noire à l’époque archaique, Ancient West and East, Leiden,  vol. 3, no. 1, 2004, p. 78-100.
- Mihail C. Soutzou, le collectionneur, in Kypriaka in Romania, ed. V. Karageorgis, Leventis Foundation, Nicosia, 2006.
- Unele observații cu privire la mormântul G 20 de la Callatis, Orgame, Supplementa 1, București, 2006, p. 207-224.
- La propagande impériale aux frontières de l’Empire romain, Tropaeum Traiani, Dacia, 50, 2006, p. 207-235.
- Sur les mystères dionysiaques à Tomis, Dacia, 51, 2007, p. 221-227.
- Ateliere sculpturale în Dobrogea romană (I), SCIVA, 58, 1-2, 2007, 55-60.
- O lekane din colecțiile Muzeului de Istorie Națională și Arheologie Constanța aparținând « grupului de la Viena ». Pictorul de la Callatis-Laurion, Pontica, 40, 2007, p. 101-109.
- Atelierele de sculptură din Moesia Inferior. 2. Relațiile cu Bithynia, SCIVA, 59, 2008.
- Tezaurul de sculpturi de la Tomis, inventarul de cult al unui templu, Dacia, 2008.
- Statue de culte de Dionysos à Istros, Caietele ARA, 5, 2013
- Considérations sur le culte d'Aphrodite à Histria, Il Mar Nero, VIII, 2010/2011, p. 23-38.
- Un support de table avec une représentation figurée à Tomis, Caietele ARA, Arhitectura, Restaurare, Arheologie, 6 (2015) è. 25- 37.
- Les monuments de propagande impériale sur le bas Danube : Tropaeum Traiani',
- L'art dans les colonies de la côte ouest du Pont Euxin, Pontica 47 ( 2014), Supplementum III, p. 167- 177.
- Considérations sur le culte d’Aphrodite à Histria, iI Mar Nero, 8, 2010- 2011, p.  23- 39.
- Y-a-t-il une narration sur le trophée  d’Adamclisi ?  Actes du Colloque de Perpignan, 2015
- 'Les monuments de propagande impérial sur le Bas Danube: Tropaeum Traiani, dans le volume Actes du colloque de Perpignan 2018.
- Un vas uitat și redescoperit, Pontica LII, Supplementum 6  Varia epigraphica et archaeologica. Volume dédié à la mémoire de Maria Barbulescu. Un relief funéraire, Caiete ARA 11, 2020, p. 125 ‘ 134.

### Traduceri
- J. Boardmann, Grecii de peste mări, București, 1988, (în colaborare cu Petre Alexandrescu)

### Ediții
- Scrisori către T. Vianu, vol. I, II, III, București, Editura Minerva, 1994, 1995, 1997 (în colaborare cu Vlad Alexandrescu).

## Recenzii despre lucrări publicate ale autoarei
- Histria IX : Les statues et les reliefs en pierre (București-Paris, 2001):
  - Ancient West and East, 1, 1, 2002, p. 195 (John Boardman);
  - Gnomon 76, 1, 2004, p. 87 sq. (Sven Conrad).
  - Une cité antique à travers ses sculptures. La sculpture en pierre à Tomis à l^époque du Principat (Ier-IIIe siècles). BIESEE vol. 22,  2022.
  - Caiete ARA. Arhitectură. Restaurare.Arheologie. 15, 2024, p.205-206.(Florina Panait Bîrzescu)